# Comune di Sydfalster
Il comune di Sydfalster fino al 1º gennaio 2007 è stato un comune danese situato nella contea dello Storstrøm, il comune aveva una popolazione di 6 922 abitanti (2006) e una superficie di 113 km². Capoluogo era la cittadina di Væggerløse.
Dal 1º gennaio 2007, con l'entrata in vigore della riforma amministrativa, il comune è stato soppresso e accorpato ai comuni di Nykøbing Falster, Nysted, Nørre Alslev, Sakskøbing e Stubbekøbing per dare luogo al neo-costituito comune di Guldborgsund compreso nella regione della Selandia (Sjælland).

## Suddivisione
Il comune di Sydfalster era composto 4 centri, di cui Væggerløse quello amministrativo, e da una serie di villaggi:
- Væggerløse (1.334) (capoluogo)
- Gedser (907)
- Marielyst (500)
- Idestrup (1.300)